# A (diện tích)
| Đơn vị           | Gần hệ SI | Cơ sở SI |
| ---------------- | --------- | -------- |
| 1 ca             | 1 m²      | 1 m²     |
| 1 a              | 1 dam²    | 10² m²   |
| 1 ha             | 1 hm²     | 104 m²   |
| 100 ha           | 1 km²     | 106 m²   |
| So sánh ngoài SI |           |          |
| Ngoài SI         | Hệ mét    | Cơ sở SI |
| 119,6 yard²      | 1 a       | 10² m²   |
| 1.076,39 ft²     | 1 a       | 10² m²   |

A (ký hiệu a) là một đơn vị đo diện tích, bằng 100 m² (10 m × 10 m/1 dam²), dùng để tính diện tích đất. A được định nghĩa trong các dạng cũ của hệ mét, nhưng hiện nay nó nằm ngoài hệ đo lường quốc tế hiện đại SI.
A thường được sử dụng ở nhiều nước - đặc biệt ở Indonesia, các nước nói tiếng Pháp, tiếng Bồ Đào Nha, tiếng Slovak, tiếng Séc, tiếng Ba Lan, tiếng Hà Lan và tiếng Đức - để đo đất đai, trong khi ở các nơi khác thường dùng đơn vị mét vuông (m²).
A đôi khi cũng dùng phối hợp với các tiền tố SI như xenti-, deca-, hecto- v.v thành tương ứng là xenti-a, deca-a và hecta, ví dụ "10 a 12 xenti-a" = 1.012 m². Các diện tích đất rộng hơn thông thường đo bằng hecta (ha). Đơn vị deca-a thường được sử dụng ở các nước thuộc đế quốc Ottoman cũ, và thường dưới tên địa phương là dunam. Các tiền tố khác của SI cho các bội số và ước số của a (ví dụ deca-a, xenti-a...) không được sử dụng thường xuyên. Có các đơn vị đo lường địa phương khác là bội số chính xác của a, ví dụ rai của Thái Lan có giá trị bằng 16 a.
A là đơn vị tiêu chuẩn để đo các mảnh đất nhỏ của cá nhân (trái với đất kỹ nghệ hay nông nghiệp) ở Nga và mọi nước thuộc Liên Xô cũ. Nhưng vì từ gốc nguyên thủy "a" chưa bao giờ được dùng ở Nga, mà chỉ tồn tại mỗi từ "hecta" như là một đơn vị đo diện tích. Tên gọi trong tiếng Nga tương đương với a là sotka (сотка), có thể dịch đại khái là một phần trăm. Vì thế, tiếng Nga coi hecta là đơn vị gốc để đo diện tích, và 1 "sotka" về bản chất chính là 1 "xenti hecta", hoặc (1 a × 100 ÷ 100). Các cư dân thành thị ở Liên Xô cũ dùng từ "sotka" để mô tả kích thước mảnh đất của căn nhà nghỉ (dacha) của họ ở ngoại ô hoặc vườn ở ngoại ô của họ hoặc công viên nhỏ trong thành phố. Các cư dân ở nông thôn hoặc các cư dân khá giả ở vùng ngoại ô dùng từ sotka để mô tả kích thước các sân riêng quanh nhà của họ, các vườn cây ăn quả (nhỏ) tư nhân và những thứ khác tương tự như vậy. Diện tích đất lớn được tính bằng hecta.
Tại Việt Nam, a và các đơn vị như xenti-a, deca-a rất hiếm khi được sử dụng, dù hecta được sử dụng khá phổ biến.

## Quy đổi
1 a tương đương:

### Hệ mét
- 0,000000001
- km²
- 0,01 hecta
- 1 decamet² = 10 m × 10 m (hình vuông 10 m mỗi cạnh)
- 100 m²
- 100 xenti-a

### Đơn vị đo lường Anh
- 0,0000386102 dặm Anh vuông (chính thức)
- 0,024710538 mẫu Anh quốc tế
- 0,024710439 mẫu Anh của Cục trắc đạc Hoa Kỳ
- khoảng chừng 1.076,39 foot vuông

### Khác
- 0,1 stremma